# Însurăței
Însurăței is een stad (oraș) in het Roemeense district Brăila. De stad telt 7463 inwoners.